# Ferdinand Kvan Edman
Ferdinand Kvan Edman (12 de febrero de 1993) es un deportista de Noruega que compite en atletismo. Ganó una medalla de oro en el Campeonato Europeo de Atletismo por Equipos de 2021, en la prueba de 1500 m.